# Gazzetta aste ed appalti pubblici
La Gazzetta Aste ed Appalti Pubblici è un quotidiano nazionale di Ancona specializzato in aste, bandi e appalti pubblici.

## Sezioni del quotidiano
Le susseguenti sezioni sono suddivise per regione:
- Gare attive
- Risultati di gara
- Aste pubbliche
- Bilanci
- Gazzetta legale
- Banche dati giuridiche
- Ditte certificate SOA
- Prezzari ufficiali
- Bandi e capitolati
  - Bandi e capitolati tipo
  - Bandi e capitolati analoghi
- Giustificativi
- Nuove sentenze.

In più una sezione è dedicata ad un esperto che risponde ai lettori:
- L'esperto risponde

fra i "servizi plus" vi è anche quest'altra sezione:
- Gazzetta legale.